# Millettia lucens
Millettia lucens là một loài thực vật có hoa trong họ Đậu. Loài này được (Scott-Elliot) Dunn miêu tả khoa học đầu tiên.